# Třída Delfinen
Třída Delfinen byla třída ponorek švédského námořnictva. Celkem byly postaveny tři jednotky této třídy. Jejich hlavním posláním bylo kladení min. Ve službě byly v letech 1936–1953. Neprošly žádnou modernizací a 24. února 1953 byly vyřazeny.

## Stavba
Ponorky konstrukčně navazovaly na třídu Valen. Švédská loděnice Kockums v Malmö postavila v letech 1933–1937 celkem tři jednotky této třídy.
Jednotky třídy Delfinen:
| Jméno            | Založení kýlu | Spuštěna      | Vstup do služby | Status         |
| ---------------- | ------------- | ------------- | --------------- | -------------- |
| Delfinen (De)    | 1933          | prosinec 1934 | duben 1936      | Vyřazena 1953. |
| Nordkaparen (Nd) | 1933          | únor 1935     | říjen 1936      | Vyřazena 1953. |
| Springaren (Sp)  | 1933          | duben 1935    | srpen 1937      | Vyřazena 1953. |

## Konstrukce
Ponorky byly vyzbrojeny jedním 57mm kanónem, jedním 25mm kanónem, třemi příďovými a jedním záďovým 533mm torpédometem s celkovou zásobou osmi torpéd. Pojmuly až 20 námořních min. Pohonný systém tvořily dva diesely MAN o výkonu 1200 hp a dva elektromotory o výkonu 800 hp, pohánějící dva lodní šrouby. Nejvyšší rychlost dosahovala 15 uzlů na hladině a 9 uzlů pod hladinou.